# 2018 en sports équestres
Chronologie des sports équestres
- 2017 en sports équestres - 2018 en sports équestres - 2019 en sports équestres

Cet article présente les faits marquants de l'année 2018 en sports équestres.

## Événements

### Janvier
- 17 janvier au 21 janvier 2018 : 33e édition du salon Cheval Passion[1].

### Avril
- 10 au  15 avril 2018 : la finale de la Coupe du monde de saut d'obstacles 2017-2018 à Paris est remportée par l'américaine Beezie Madden sur Breitling LS[2].

### Juillet
- 27 au  29 juin 2018 : épreuves d'équitation des Jeux méditerranéens de 2018, elles ont lieu à Tarragone (Espagne).

### Septembre
- 11 septembre au 23 septembre 2018  jeux équestres mondiaux de 2018 à Tryon (États-Unis)[3].

### Octobre
- 7 octobre 2018 : la Belgique remporte la coupe des nations de saut d'obstacles 2018 à Barcelone (Espagne)[4].
- 8 au 13 octobre 2018 : épreuves d'équitation aux Jeux olympiques de la jeunesse de 2018 à Buenos Aires (Argentine).

### Novembre
- 24 au  2 décembre 2018 : édition 2018 du salon du cheval de Paris.

### Décembre
- 19 décembre 2018 : Philippe Guerdat quitte le poste de sélectionneur de l'équipe de France de saut d'obstacles, il est remplacé par Sophie Dubourg[5]